# 小飞侠：幻梦启航
《小飞侠：幻梦启航》（英語：Pan）是一部2015年改編自著名蘇格蘭童話故事小說的美國冒險電影，由喬·萊特執導。由休·傑克曼、鲁妮·玛拉、蓋瑞特·荷德倫與阿曼達·西耶弗里德以及萊維·米勒主演。故事主要敘述潘恩和虎克的起源，以及對抗反派黑鬍子。2014年開鏡，2015年10月9日於美國上映。在香港與澳門於2015年10月8日上映，臺灣則在2015年10月9日上映。

## 演員
- 萊維·米勒 飾 小飛俠潘恩[4]
- 休·傑克曼 飾 黑鬍子[5]
- 蓋瑞特·荷德倫 飾 虎克船長[6]
- 鲁妮·玛拉 飾 莉莉·虎蓮公主（英语：Tiger Lily (Peter Pan)）
- 阿曼達·西耶弗里德 飾 瑪莉
- 卡拉·迪瓦伊 飾 美人魚
- 凱西·柏克（英语：Kathy Burke） 飾 Mother Barnabas
- Leni Zieglmeier 飾 Wendy Darling
- 傑克·查爾斯（英语：傑克·查爾斯 (演員)） 飾 The Chief
- Adeel Akhtar（英语：Adeel Akhtar） 飾 Mr. Smee（英语：Mr. Smee）[6]
- 羅泰柱（英语：Na Tae-joo） 飾 Kwahu

## 製作
- 2013年12月12日，製片方華納兄弟初步宣布由英國導演喬·萊特執導此片，上映日為2015年6月26日[7]。2014年1月17日，華納兄弟將上映日移至2015年7月17日[8]。
- 2014年1月24日，確定由休·傑克曼飾演黑鬍子一角[9]，鲁妮·玛拉飾演莉莉·虎蓮（英语：Tiger Lily (Peter Pan)）[10]。主角則是起用新人萊維·米勒[11]。同年4月，阿曼達·西耶弗里德加入劇組。
- 此片於2014年4月28日開鏡[12]。
- 2014年8月26日，休·傑克曼個人的戲份全部殺青[13]。

## 發行

### 評價
爛番茄新鮮度27%，基於171條評論，平均分為4.6/10，Metacritic得分36，代表「普遍不佳」IMDB得分5.8，差評居多。

### 票房
美國首周票房僅1531萬美元，排於《絕地救援》（3700萬美元）和《尖叫旅社2》（2040萬美元）之後，票房略低。

## 外部連結
- 官方网站
- 互联网电影数据库（IMDb）上《小飞侠：幻梦启航》的资料（英文）
- Box Office Mojo上《小飞侠：幻梦启航》的資料（英文）
- 爛番茄上《小飞侠：幻梦启航》的資料（英文）
- Metacritic上《小飞侠：幻梦启航》的資料（英文）
- 时光网上《小飞侠：幻梦启航》的資料（简体中文）
- 豆瓣电影上《小飞侠：幻梦启航》的資料 （简体中文）